# Thomas Wolf
Thomas Wolf (ur. 12 stycznia 1969 w Grabs) – szwajcarski narciarz alpejski, złoty medalista mistrzostw świata juniorów.

## Kariera
Po raz pierwszy na arenie międzynarodowej Thomas Wolf pojawił się w 1986 roku, startując na mistrzostwach świata juniorów w Bad Kleinkirchheim. W swoim jedynym starcie zajął tam szóste miejsce w zjeździe. Największe sukcesy osiągnął podczas mistrzostw świata juniorów w Sälen, gdzie zdobył jedyny w karierze medal. Zwyciężył tam w gigancie, wyprzedzając bezpośrednio Austriaka Wolfganga Erhartera i Adriána Bíreša z Czechosłowacji. Na tej samej imprezie zajął także siódme miejsce w zjeździe. Wolf nie startował w zawodach Pucharu Świata. Nigdy też nie startował na mistrzostwach świata ani igrzyskach olimpijskich.

## Osiągnięcia

### Mistrzostwa świata juniorów
| Miejsce | Dzień     | Rok  | Miejscowość        | Konkurencja | Czas biegu  | Strata  | Zwycięzca     |
| ------- | --------- | ---- | ------------------ | ----------- | ----------- | ------- | ------------- |
| 6.      | 20 lutego | 1986 | Bad Kleinkirchheim | Zjazd       | 1:41,03 min | +1,05 s | William Besse |
| 1.      | 22 marca  | 1987 | Sälen              | Gigant      | 2:31,70 min | -       | -             |
| 7.      | 26 marca  | 1987 | Hemsedal           | Zjazd       | 1:25,72 min | +0,22 s | Urs Lehmann   |